# Haus Reiss

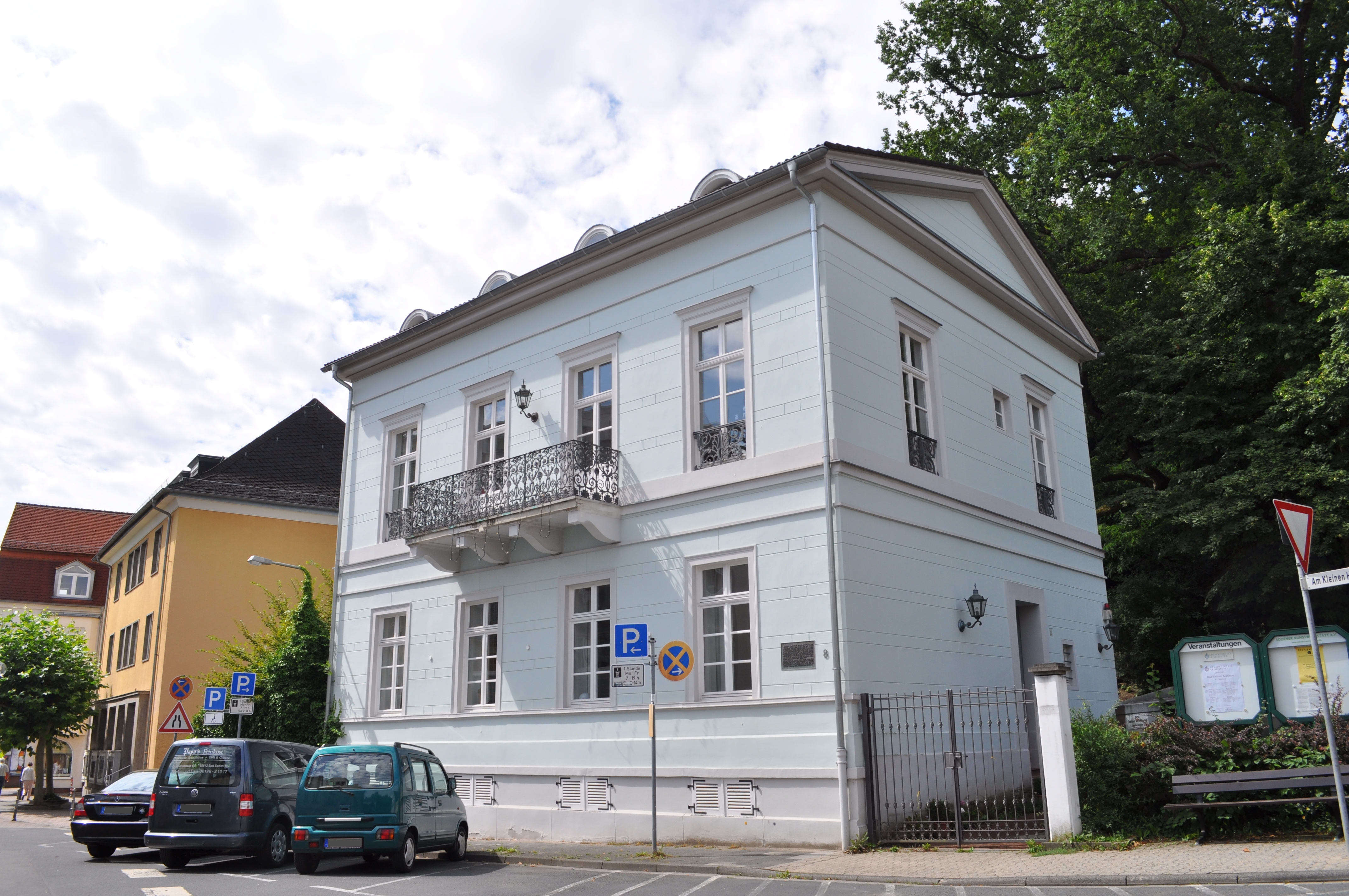
Haus Reiss

Das Haus Reiss ist eine denkmalgeschützte Villa des 19. Jahrhunderts in Bad Soden am Taunus.

## Geschichte
Das Haus Reiss wurde 1839 als spätklassizistisches Palais für den Frankfurter Kaufmann und Mäzen Enoch Reiss (1802–1865) als Sommerdomizil errichtet, weil dieser im Taunus Linderung seines Asthmaleidens empfand. Ein später errichtetes eigenes Bibliotheksgebäude zur Aufnahme der Privatbibliothek Reiss war ursprünglich mit einem Verbindungsgang mit dem Haupthaus verbunden, ist aber nicht erhalten. Die bedeutenden Bestände der Bibliothek Reiss befinden sich heute in der Universitätsbibliothek Johann Christian Senckenberg in Frankfurt am Main. Das großzügige Anwesen Zum Quellenpark 8 wurde von der Familie Reiss der Herzogin Pauline von Nassau 1841 zeitweilig überlassen, die sich aufgrund dieses Aufenthalts entschloss in Bad Soden das Paulinenschlösschen (1847) als eigene Sommerresidenz zu errichten. Auch der Großherzogin Sophie Wilhelmine von Baden überließ Enoch Reiss 1843 sein Haus für den Sommer.
1865 gelangte das Haus Reiss an Enochs jüngsten Sohn, den Frankfurter Justizrat Paul Reiss († 1926), der es seinerseits an seinen Sohn Adolf Reiss (1877–1962) vermachte. Adolf Reiss war bis 1933 geschäftsführendes Vorstandsmitglied der Centrale für private Fürsorge in Frankfurt, die auf eine jüdische Wohlfahrtsinitiative um den Frankfurter Unternehmer Wilhelm Merton zurückgeht. Haus Reiss wurde in den nächsten Jahren zu einem Zufluchtsort für in Bedrängnis geratene jüdische Bürger. Das Haus nebst Bibliothek ist 1941 bei einem Luftangriff schwer beschädigt worden, aber zumindest das Wohnhaus konnte alsbald wieder bewohnbar gemacht werden. Die Instandsetzung des Bibliotheksbaus erfolgte etwas später. Adolf Reiss wurde 1952 Ehrenbürger von Bad Soden am Taunus, so wie vor ihm auch schon sein Vater und sein Großvater.
Da Adolf Reiss selbst unverheiratet und kinderlos war, vermachte er mit seinem Tode das Haus Reiss 1962 der Stadt Bad Soden und verfügte letztwillig, dass das Haus gemeinnützigen Zwecken, sozialer und kultureller Art dienen sollte. Die Stadt Bad Soden ließ das Bibliothekshaus abreißen und legten an dieser Stelle einen Parkplatz an. Das Haus Reiss wurde 1999 von der Stadt Soden am Taunus verkauft und anschließend saniert. Die mit Ornamenten verzierten gusseisernen Brüstungsgitter an den Fenstern des oberen Stockwerks wurden bei der Sanierung wieder hergestellt. Erhalten geblieben ist auch ein Teil des zugehörigen Gartens mit einigen hohen und alten Bäumen.

## Belege
1. ↑  Enoch Reiss.
2. ↑  Artikel „Spuren jüdischen Lebens im Main-Taunus-Kreis (Memento des Originals vom 6. Dezember 2015 im Internet Archive)  Info: Der Archivlink wurde automatisch eingesetzt und noch nicht geprüft. Bitte prüfe Original- und Archivlink gemäß Anleitung und entferne dann diesen Hinweis.“ auf der Webseite der Gesellschaft für Christlich-Jüdische Zusammenarbeit im Main-Taunus-Kreis e. V.

Koordinaten: 50° 8′ 38,8″ N, 8° 29′ 59,4″ O